# N-Tlenek kodeiny
N-Tlenek kodeiny, genokodeina – organiczny związek chemiczny, syntetyczny lek opioidowy objęty Jednolitą konwencją o środkach odurzających z 1961 roku (wykaz I). W Polsce jest w grupie I-N Ustawy o przeciwdziałaniu narkomanii (jako pochodna morfiny zawierająca azot czwartorzędowy).